# Svenska Jujutsufederationen
Svenska jujutsufederationen, SvJJF, representerar cirka 40 st Jujutsustilar i Sverige med över 150 klubbar anslutna och har som målsättning att ha ett landslag som bedriver tävling på internationell nivå, enligt internationella regler. Svenska jujutsufederationen arrangerar även SM i Jujutsu och Svenska Jujutsuligan (SJJL).